# Lola Young, Baroness Young of Hornsey

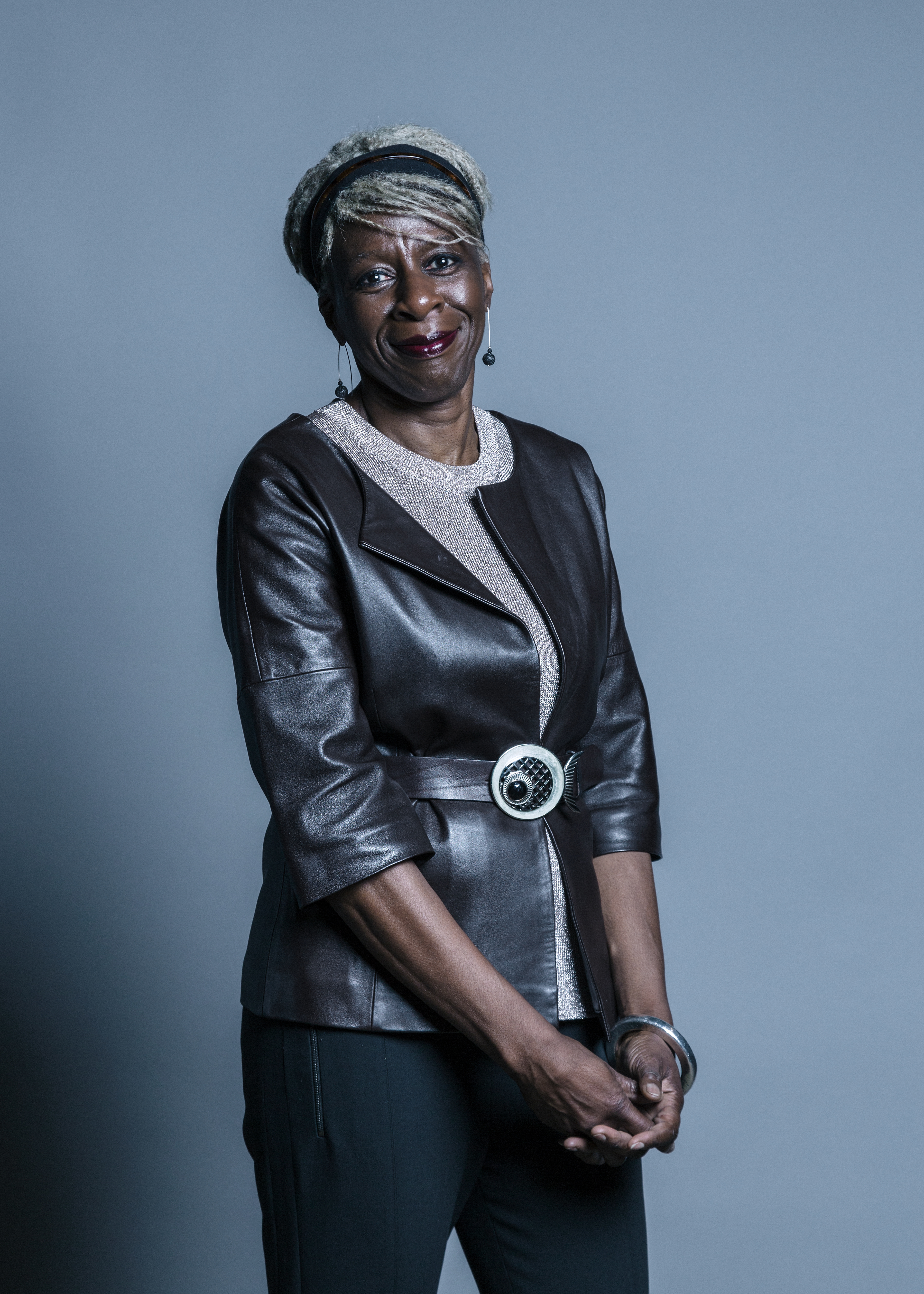
Lola Young, Baroness Young of Hornsey

Margaret Omolola Young, Baroness Young of Hornsey OBE (* 1. Juni 1951 in London) ist eine britische Künstlerin, Autorin und Life Peeress.

## Leben und Karriere
Young besuchte die Parliament Hill School für Mädchen in London. Von 1969 bis 1971 war sie im kirchlichen Bereich und in der Verwaltung verschiedener öffentlicher Einrichtungen tätig. Von 1971 bis 1973 war sie Sozialarbeiterin in London Borough of Islington. Sie studierte am New College of Speech and Drama an der Middlesex University, wo sie 1975 ein Diplom in Schauspielkunst sowie im folgenden Jahr ein Zertifikat über ihre Lehrbefähigung erhielt. 1988 graduierte sie von Middlesex Polytechnic mit einem Bachelor of Arts in Contemporary Cultural Studies. 
Young war von 1976 bis 1984 als professionelle Schauspielerin tätig. Ihre bekannteste Rolle als Schauspielerin war in der Kindersitcom Metal Mickey von 1980 bis 1983. 1985 wurde sie Co-Direktorin, sowie Ausbildungs- und Entwicklungsmanagerin beim Haringey Arts Council. Dieses Amt hatte sie bis 1989 inne. Von 1989 bis 1991 war sie als freie Dozentin und Beraterin für Kunst aktiv. Sie promotete schwarze Künstler und Kultur. Sie war auch als Beraterin für die BBC tätig.
Von 1990 bis 1992 war sie Dozentin für Medienwissenschaft an der Thames Valley University. Von 1992 bis 2001 war sie zunächst Lehrbeauftragte und Dozentin, später dann außerordentliche Professorin und schließlich Professorin für Cultural Studies der Middlesex University. 1998 war sie Gastprofessorin an der Universität von São Paulo. Mittlerweile ist Young Professor Emerita. 
Young wurde 1997 Projektdirektorin von The Archives and Museums of Black Heritage (AMBH) und blieb dieses bis 2001. In den Jahren 2000 und 2001 war sie Bevollmächtigte (Commissioner) bei der Royal Commission on Historical Manuscripts.
Von 2001 bis 2004 war sie Leiterin des Bereiches Kultur („Head of Culture“) bei der Greater London Authority. In dieser Zeit entwickelte sie gemeinsam mit dem Bürgermeister von London einige strategische Initiativen und baute Beziehungen mit externen Agenturen auf, um eine Reihe von Programmen zur Förderung des kulturellen Lebens in London zu erreichen. Anschließend arbeitete sie als Associate consultant bei METAL, einem Zentrum für Kunstschaffende, welches praktische Übungsmöglichkeiten anbietet und Forschungsarbeit betreibt. 
Sie hat über 25 Artikel und Essays veröffentlicht. Dies umfasste akademische Literatur und Artikel in nationalen Zeitungen. 1995 veröffentlichte sie das Buch Fear of the Dark: Race, Gender and Sexuality in Cinema. Sie schrieb auch mehrere Beiträge für Bücher und verfasste Konferenzbeiträge. 1999 war sie Vorsitzende der Jury des Orange Prize for Fiction. 
Young ist seit 1984 mit Barrie Birch verheiratet und hat mit ihm einen Sohn.

## Ämter und Ehrungen
Sie gehörte mehreren Aufsichtsräten an: von 2000 bis 2003 beim Royal National Theatre und seit 2002 beim South Bank Centre. Sie war Vorsitzende des Cultural Diversity Advisory Committee des Arts Council (2000–2001) und Vorsitzende des Arts Advisory Committee des British Council (2004–2008). Von 2004 bis 2009 war sie Vorsitzende der Nitro Theatre Company. Von 2005 bis 2008 war sie Mitglied des RSA Council. Sie war auch Vorsitzende der Commonwealth Group on Culture and Development von 2000 bis 2002. Seit 2008 ist sie stellvertretende Vorsitzende der Equalities Group. 
Weitere öffentliche Ämter umfassten das English Heritage’s Blue Plaques Committee und den Verwaltungsrat (Board of Governors) der Middlesex University (2002–2003). Sie gehörte dem Aufsichtsrat von Resource, the Council of Museums, Archives and Libraries an.
Im Jahr 2000 wurde sie zum Fellow der Royal Society of Arts (The RSA). Sie wurde 2001 mit einem OBE ausgezeichnet.

## Mitgliedschaft im House of Lords
2004 wurde sie zum Life Peer als Baroness Young of Hornsey, of Hornsey in the London Borough of Haringey, erhoben. Im House of Lords sitzt sie als Crossbencher. Am 22. Juni 2004 hielt sie dort ihre Antrittsrede. 
Zu ihren politischen Interessengebieten zählt Young Kunst und Kultur, Kinder- und Jugendfürsorge, mentale Gesundheit und Gleichstellung an. Als weiteren Schwerpunkt ihrer parlamentarischen Arbeit nennt Young Angelegenheiten des Commonwealth.
Seit 2007 ist sie kooptiertes Mitglied (Co-opted member) des parlamentarischen Unterausschusses des HoL für Angelegenheiten der Europäischen Union (Unterausschuss G, Sozialpolitik und Verbraucherschutz).
An Abstimmungen nimmt sie regelmäßig teil.

## Veröffentlichungen
- 1995: Fear of the Dark: Race, Gender and Sexuality in Cinema